# Predicció meteorològica

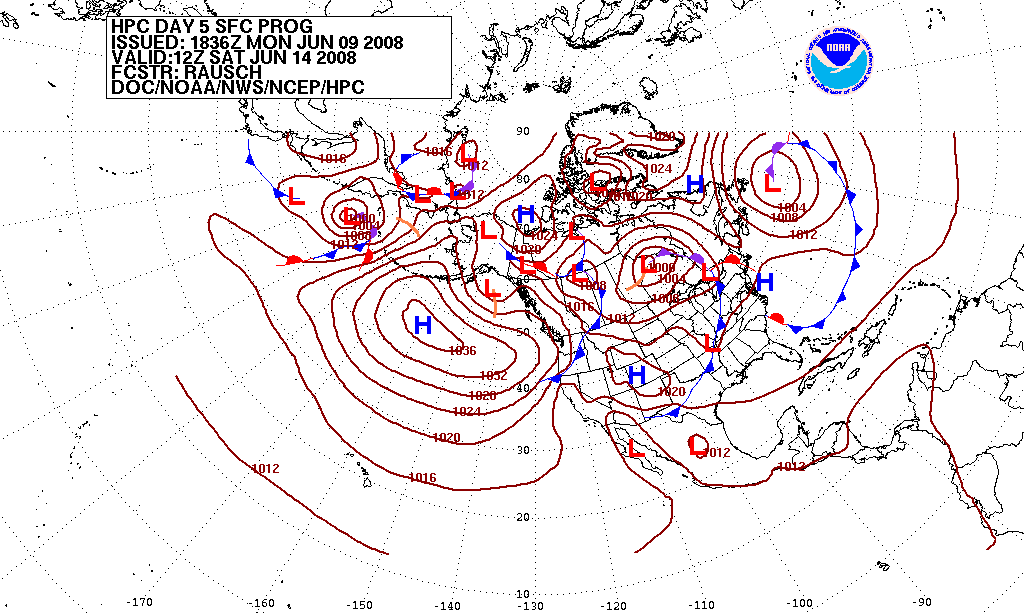
Pronòstic de les pressions de superfície a Amèrica del nord

La predicció meteorològica, també anomenada previsió meteorològica, predicció del temps, predicció de l'oratge o pronòstic meteorològic, és l'aplicació de la ciència i la tecnologia per a predir l'estat de l'atmosfera terrestre en un temps futur en una localitat determinada.
De manera empírica la humanitat ha predit el temps a curt termini. En l'actualitat es fan servir models de predicció númèrica. La naturalesa de l'atmosfera és caòtica i cal una gran capacitat de càlcul per a resoldre les equacions que descriuen l'atmosfera, els errors implicats en la mesura de les condicions inicials i la comprenssió incompleta dels processos atmosfèrics fa que els pronòstics no siguin del tot acurats.
Els pronòstic són importants perquè serveixen per fer avisos que protegeixen les vides i les propietats. Els pronòstic basats en la temperatura i la precipitació són importants en agricultura i en el trànsit i el comerç de tota classe. A nivell diari són útils per a escollir la roba que s'ha de dur. En els esports a l'aire lliure poden decidir la diferència entre celebrar-se o no.

## Història

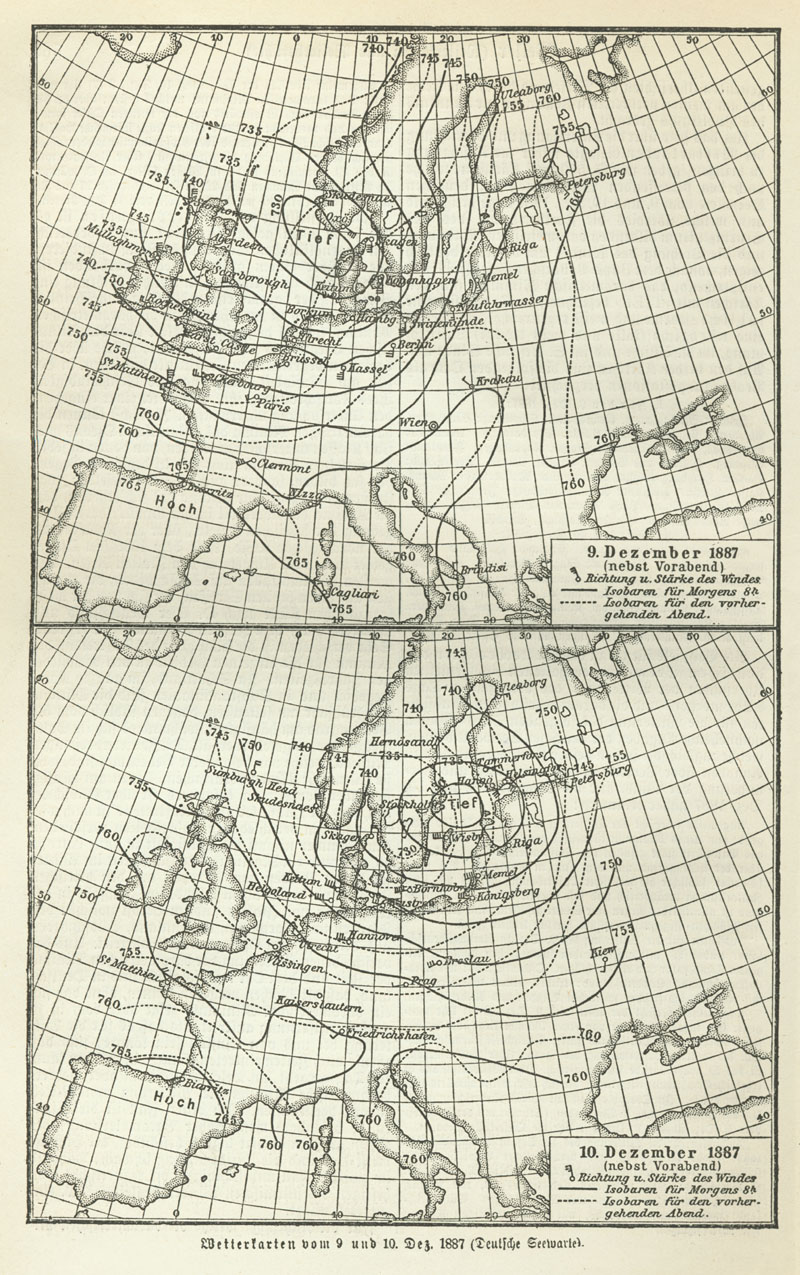
Mapa meteorològic a Europa, 10 de desembre de 1887

Durant mil·lennis la humanitat ha intentat fer la predicció del temps meteorològic. El 650 aC a Babilònia van intentar predir l’oratge per la forma dels núvols i els coneixements de l'astrologia. Cap a l’any 340 aC Aristòtil va descriure el patrons meteorològics a la seva obra Meteorològica. Més tard, Teofrast compilà la predicció meteorològica en un llibre anomenat Llibre dels Senyals. A la Xina la predicció meteorològica es va estendre com a mínim des de l’any 300 aC., dates compartides amb les prediccions més antigues de l'India. L’any 904 de la nostra era, Ibn Wahshiyya en el marc de la Revolució de l’Agricultura a l’Islam va analitzar els pronòstics meteorològics com a senyals de canvis atmosfèrics i de les alteracions astrals planetàries; signes de pluja basats en les observacions de les fases de la Lluna i pronòstics basats en els moviments del vent.
Els mètodes de pronòstic antics es basaven normalment en reconeixements dels patrons observats. Per exemple, una posta de sol particularment vermella pot implicar bon temps l'endemà. Tanmateix no totes aquestes observacions són de fiar.
No va ser fins que es va inventar el telègraf elèctric l’any 1835 quan va començar l'era moderna dels pronòstics meteorològics. Abans d’aquest invent no es podia transportar de forma ràpida la informació, ja que el tren també s’acabava d’inventar. A finals de la dècada de 1840 el telègraf ja va aconseguir una gran expansió i permetia rebre la informació meteorològica de manera gairebé instantània, permetent pronòstics com els que van fer ja Francis Beaufort (autor de l'Escala de Beaufort) i Robert Fitzroy (que desenvolupà el tipus de baròmetre de Fitzroy). Els seus pronòstics, encara que van ser ridiculitzats per la premsa del seu temps, van rebre l’acceptació de la Royal Navy, i formen la base del coneixement meteorològic actual. Va ser necessari, cap a la dècada de 1890, estandarditzar el vocabulari per descriure els núvols i fer-ne un atlas.
Al segle xx hi va haver grans progressos. La possibilitat de la predicció numèrica va ser proposada per Lewis Fry Richardson el 1922, però com que no existien els ordinadors per a fer els grans càlculs, la predicció numèrica en la pràctica va començar el 1955.
Als Estats Units el primer pronòstic, enès per la ràdio, es va emetre l’any 1925 per Edward B. "E.B." Rideout des de Boston. Els pronòstics televisats es van iniciar a la dècada de 1940.

## Models de predicció

### Recollida de les dades
Les observacions de superfície de la pressió atmosfèrica, temperatura, velocitat del vent i la seva direcció, humitat i precipitació atmosfèrica es fan prop de la superfície de la Terra per part d’observadors entrenats, estacions meteorològiques automàtiques o boies meteorològiques. L'Organització Meteorològica Mundial (WMO) actua per estandarditzar els instruments, les pràctiques d’observació i calendari d’aquestes a tot el món. Les estacions o bé informen cada hora en informes METAR, o cada sis hores en informes SYNOP.
Les mesures de temperatura, humitat i vent sobre la superfície es troben amb el llançament de radiosondes en globus meteorològics. Normalment les dades s’obtenen des de prop de la superfície fins a la meitat de l'estratosfera, a uns 21 km d’altitud. En els darrers anys, s’incorporen també les dades d’avions comercials a través del sistema AMDAR principalment en els models numèrics.
De manera creixent les dades de satèl·lits meteorològics es fan servir per a la seva cobertura gairebé global. Encara que les imatges en llum visible són molt útils pels predictors per veure el desenvolupament dels núvols, poca d’aquesta informació es pot usar en els models de predicció numèrica. Tanmateix les dades en infraroig (IR) es poden fer servir perquè donen informació de la temperatura en la part alta dels núvols. També es pot seguir els moviment de núvols individuals per a obtenir informació de la direcció del vent. Tant els satèl·lits d’òrbita polar com els geosincrònics proporcionen sondatges de la temperatura i la humitat a través de l’atmosfera. En comparació amb dades similars de les radiosondes, el satèl·lit té l’avantatge d’una cobertura global, però tanmanteix la informació és menys acurada.
Els radars meteorològics proporcionen informació sobre on hi ha precipitació i sobre la seva intensitat, que es pot fer servir per estimar la precipitació acumulada en el temps. Addicionalment, si es fa servir un radar d’impulsos Doppler es pot determinar la velocitat i direcció del vent.

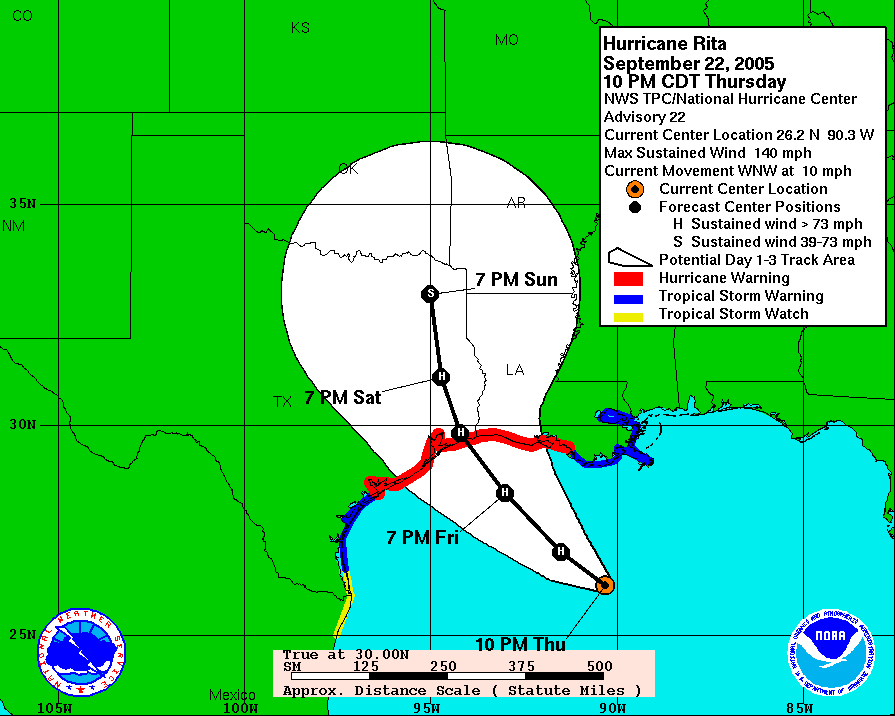
Huracà Rita, les prediccions poden salvar vides

### Anàlisi de les dades
Durant el procés d'assimilació de dades la informació obtinguda per les observacions es fa servir en conjunció amb els pronòstics més recents dels models numèrics. Això produeix una representació en tres dimensions de les diferents variables meteorològiques, que s’anomena anàlisi meteorològica i estima l'estat de l’atmosfera en un instant determinat.

### Predicció numèrica
Els models de predicció meteorològica numèrica són simulacions d’ordinador de l’atmosfera. Prenen l’anàlisi al punt de partida i determinen l'evolució de l'estat de l’atmosfera al llarg del temps fent servir la física i la dinàmica de fluids. Resoldre les complicades equacions que regeixen els canvis en l'estat d’un fluid al llarg del temps requerix l’ús de superordinadors. Les dades de sortida del model proporcionen la base del pronòstic meteorològic.

### Dades de sortida després de processar-les
Les dades de sortida sense elaborar sovint es modifiquen abans de ser presentades com a pronòstic. Això es pot fer en forma de tècniques estadístiques per eliminar biaixos coneguts al model o per ajustament, tenint en compte el consens amb altres pronòstics numèrics. El model estadístic MOS és una tècnica per interpretar dades de sortida dels models numèrics i representa una guia en llocs específics. Aquesta guia es presenta en forma de codi numèric i als Estats Units es pot obtenir de gairebé totes les seves estacions meteorològiques.

## Tècniques

### Persistència
El mètode més simple de pronòstic del temps es basa a conèixer les condicions d’avui per prediure les de demà. Aquest pot ser un sistema adequat si la situació meteorològica és estable com passa en l'estació seca dels tròpics. Aquest mètode de pronòstic depèn en gran manera d’un patró estancat de temps meteorològic. Pot ser útil en un pronòstic a curt termini.

### Ús del baròmetre
Fer servir la pressió baromètrica i la tendència de la pressió (el canvi de la pressió al llarg del temps) és una tècnica de predicció usada des del segle xix. Com més gran sigui el canvi de la pressió, més important serà el canvi del temps que es pot esperar. Si la pressió baixa ràpidament vol dir que s’acosta un sistema de baixes pressions i hi ha una gran probabilitat de pluja. L'establiment d’un sistema d’altes pressions està associat amb la millora de les condicions meteorològiques, com són els cels clars.

### Mirant al cel

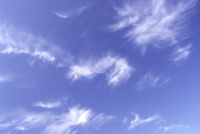
Condicions d’humitat a gran altitud indiquen assenyalen arribada de temps humit.

Junt amb la tendència de la pressió fer servir les condicions del cel és un dels paràmetres més importants, especialment en zones muntanyoses. L'engruiximent de la capa de núvols o l'envaïment de núvols més alts és indicatiu de pluja propera. La boira matinera pot indicar bones condicions (temps no plujós), ja que les condicions de pluja estan precedides per vent o núvols que fan que no es formi la boira. L’aproximació d’una línia de tempesta pot indicar l’aproximació d’un front fred. El cel sense núvols indica bon temps a curt termini.

### Pronòstic a 6 hores
El pronòstic en les properes 6 hores (més conegut en anglès com a nowcasting) pot ser raonablement acurat.

### Ús de models de predicció

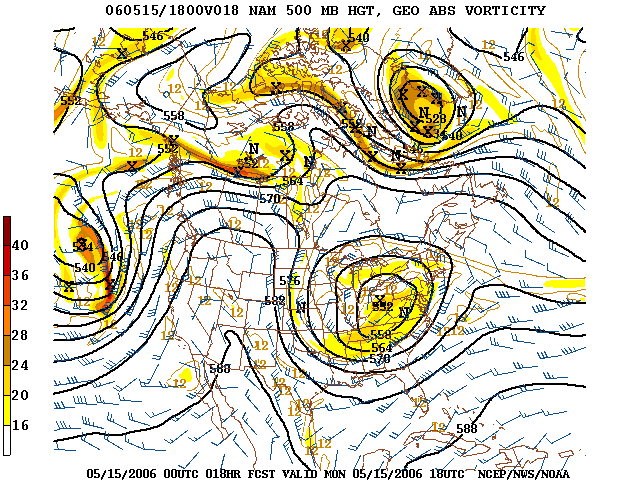
Un exemple de predicció numèrica a 500 mbar

En el passat el pronosticador humà generava tot el pronòstic sobre les observacions disponibles. Actualment les dades humanes estan confinades a la tria d’un model basat en diversos paràmetres. Fent servir un consens de models de predicció, com també un conjunt de membres de diversos models, pot ajudar a reduir l'error del pronòstic. Però, malgrat que l'error sigui petit, en un sistema són possibles grans errors en un model determinat. Els models han de ser comprensibles per l’usuari.

### Tècniques d’analogia
La tècnica d’analogia és un sistema complex de pronòstic i requereix recordar una situació meteorològica anterior que s’espera que s'assembli a la futura. El que fa aquesta tècnica difícil és que rarament hi ha una analogia perfecta per un esdeveniment meteorològic del futur. És útil per a observar la pluja al llarg del temps sobre els oceans, com també les quantitats de precipitació i la seva distribució en el futur. En pronòstic a mitjà termini es fa servir una tècnica similar (anomenada teleconnexions). Un exemple de teleconnexions es fa servir utilitzant els fenòmens relacionats amb el Niño ENSO.
- Model d’analogia – Model basat en similituds entre el sistema en estudi i altres sistemes o processos.
- Model analític – Model basat en mètodes clàssics com el càlcul i l’àlgebra per resoldre sèries d’equacions.
- Model conceptual – Una representació simplificada del sistema que s’examina.
- Model continu – Fa servir simulació contínua, oposat al model de l'esdeveniment simple.
- Model determinístic – Produeix la mateixa sortida de dades per una dada d’entrada sense considerar el risc o la incertesa.
- Model empíric – Model representat per un procés simplificat basat en les observacions, mesuraments o experiència pràctica més que no pas en uns principis o teoria.
- Model explícit – Un model numèric que fa servir valors de paràmetres o variables desconegudes com a primer pas d’algorismes computacionals.
- Model implícit – Un model numèric que fa servir valors de paràmetres o variables desconegudes al final d’algorismes computacionals.
- Model equilibrat de massa – Basat en la conservació de la massa i l'equilibri de les dades d’entrada i sortida.
- Model numèric – Model que fa servir el mètode numèric per resoldre equacions.
- Model unidimensional – Model que inclou només una dimensió espacial.
- Model pseudodeterminístic – Model semidistribuït.
- Model estocàstico-matemàtic – Model que inclou elements estadístics.
- Model bidimensional – Model que inclou dues dimensions espacials.

## Estats del temps atmosfèric
- Clar
- Escassa nuvolositat
- Nuvolositat parcial
- Majoritàriament ennuvolat
- Ennuvolat
- Plugim
- Ruixat
- Pluja
- Pluja intensa
- Precipitacions
- Tempesta
- Ruixats de neu
- Ruixats d'aiguaneu
- Nevades
- Vent (25 kmh, 40 kmhr, 60 kmh, 80 kmh, 100 kmh i més de 100 kmh.)
- Boira
- Calima
- Broma
- Boirina

## Usos públics

Exemple de pronòstic a dos dies

La majoria dels usuars dels pronòstics són membres del públic en general. Les tempestes poden donar vents forts i llamps perillosos, potencialment mortals, i pedregades nocives. Les grans pluges o nevades porten problemes al trànsit i el comerç, com també inundacions. Les calorades i les fredorades poden danyar les infraestructures i les secades poden causar molts danys en la vegetació.
Diversos organismes oficials fan servir agències per donar pronòstics, alertes i avisos al públic per tal de protegir les vides i propietats i mantenir els seus interessos comercials. Cal tenir en compte a qui va dirigida la informació meteorològica. Tradicionalment els diaris, la televisió i la ràdio han estat els principals informadors al públic general. El paper d'internet és més recent.

### Trànsit aeri

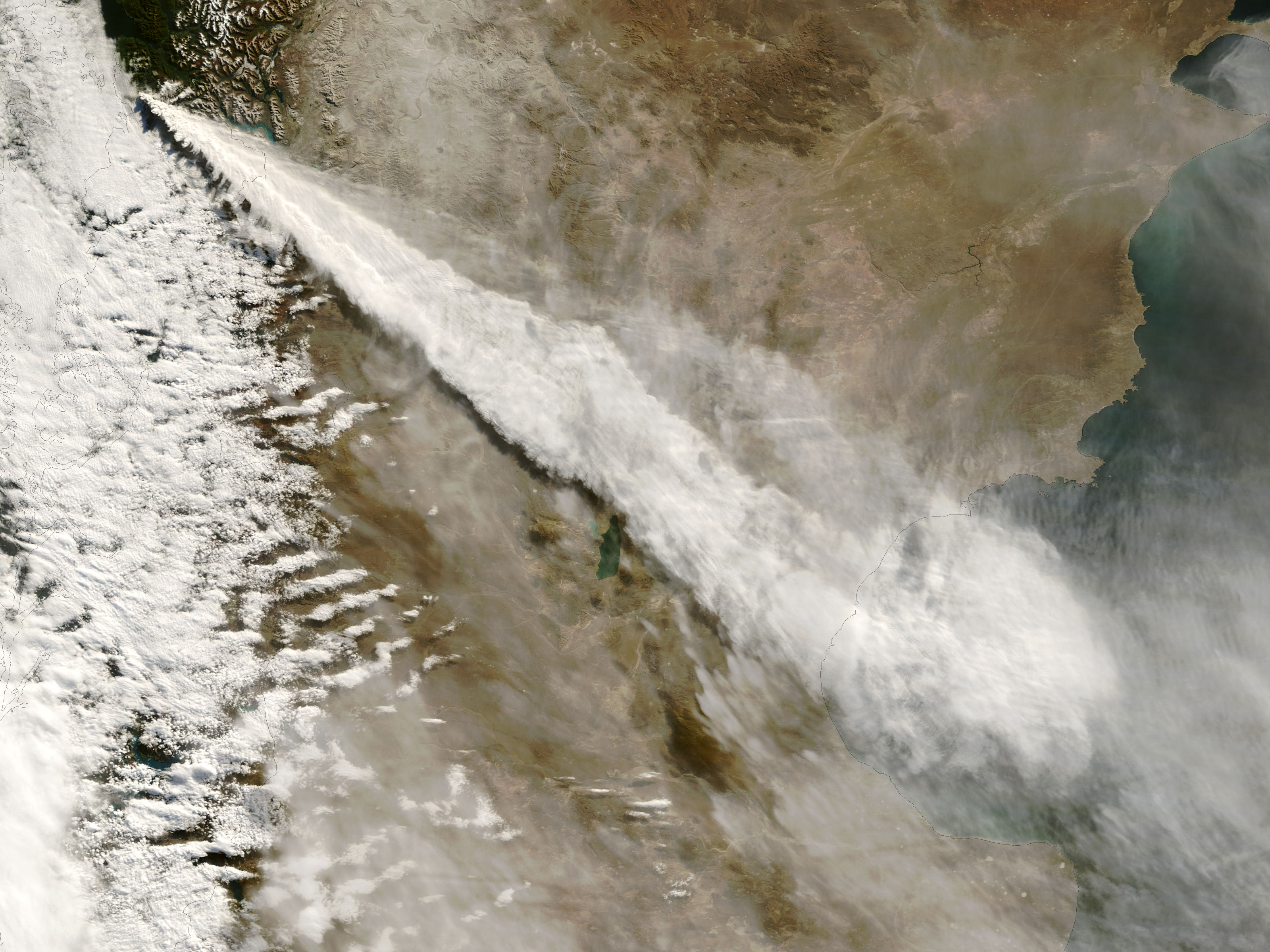
Núvol de fum de l'erupció de 2008 del volcà Chaitén des de la Patagònia

L’aviació és molt sensible a la meteorologia: per exemple la boira pot impedir les maniobres d'aterratge o enlairament. La turbulència i el gel a les ales dels avions són riscos importants. Les tempestes són perilloses per la turbulència que originen, el gel i la pedregada provoquen danys als aparells quan volen. La cendra dels volcans és també un problema important, ja que els motors poden perdre energia. Els avions tracten d’aprofitar l'energia del corrent en jet. Abans d’enlairar-se els avions han de saber les condicions meteorològiques cap a la seva destinació.

### En el mar
L’ús comercial i recreatiu de les vies marítimes pot quedar significativament limitat per la direcció del vent i la seva velocitat, la periodicitat i alçada de les onades, les marees i la precipitació. Aquests factors poden influenciar la seguretat del trànsit marítim. Conseqüentment, s’han establert una varietat de codis transmesos per ràdio, per exemple el pronòstic MAFOR. Es poden rebre els pronòstics a través de RTTY, Navtex i Radiofax.

### Agricultura
Els agricultors confien en els pronòstic per decidir la feina que faran. Per exemple per produir farratge sec necessiten que l'herba es talli i s'assequi sobre el terreny amb un temps sec, ja que si no és així es pot podrir. Molts dies de sequedat, en canvi, poden perjudicar, entre d'altres, el rendiment del cotó i els cereals. En el cas del moresc que ha granat malament encara es pot aprofitar per ensitjar tota la planta. Les gelades, fins i tot les lleugeres, afecten especialment els fruits recent formats dels arbres fruiters. En el cas dels cítrics, pel fet de madurar els fruits en l'estació freda, una temperatura d’uns -2,5 °C espatlla irreversiblement els fruits. Amb un pronòstic adequat els agricultors són a temps de prendre mesures per evitar els efectes de la gelada o la gelada mateixa, com són engegar torres ventiladores que desfacin la capa d'inversió tèrmica o regar per aspersió per fer una capa de gel sobre els arbres que protegeixi la vegetació i eviti que la temperatura davalli més enllà del llindar de congelació.

### Forestal
En el món forestal els pronòstics de vent, precipitació i humitat serveixen per a la prevenció o evitar els incendis forestals. Especialment perillosa és la situació meteorològica d’altes temperatures i molt baixa humitat relativa. S’han elaborat diversos índexs com l’índex meteorològic d’incendi forestal i l’índex Haines, per a predir les zones amb més risc d’incendi forestal natural o bé per acció humana. També són predictibles les condicions ideals per l’atac de plagues d’insectes forestals.

### Companyies de serveis

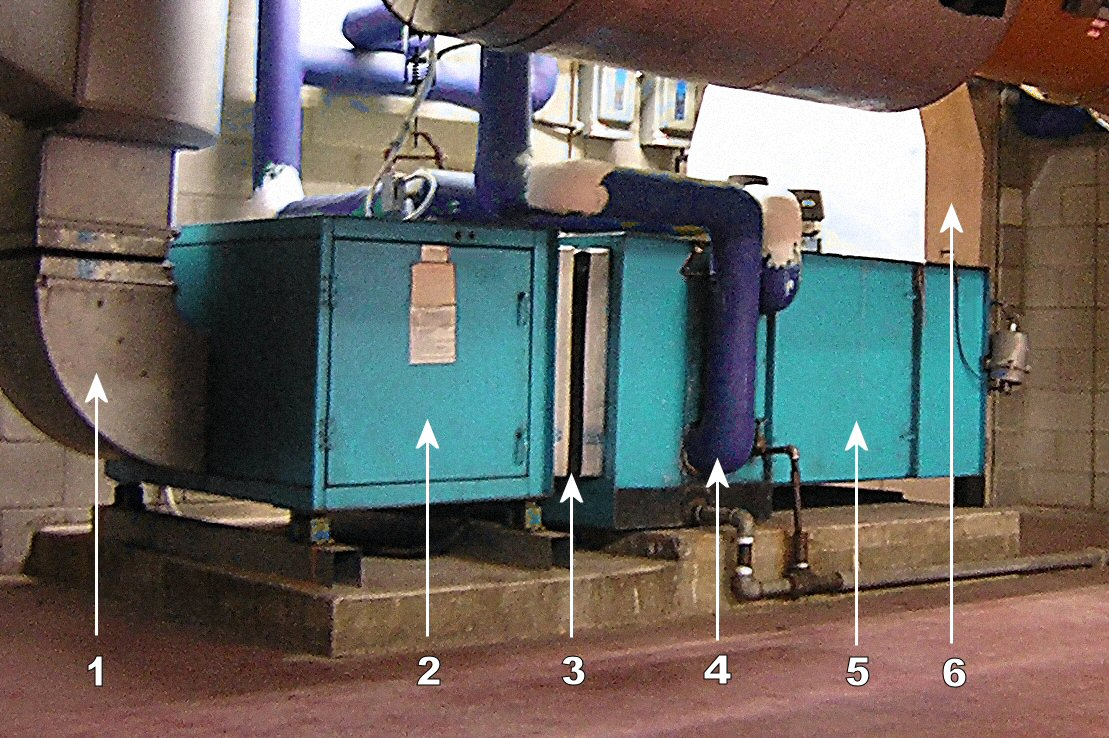
Unitat portàtil d’aire condicionat.

Les companyies d’electricitat i de gas confien en els pronòstics per anticipar-se als pics de la demanda. Per això fan servir els graus dia (de calor o de fred). Aquesta quantitat està basada en mitjanes de temperatura i el llindar que s’estableixi. Fins i tot gràcies als pronòstics aquestes companyies poden estalviar a l'hora de comprar el combustible.

### Sector privat
Les companyies privades cada vegada més paguen pels pronòstics meteorològics per incrementar els seus beneficis o evitar grans pèrdues. Per exemple les cadenes de supermercats poden canviar els seus estocs anticipadament segons els canvis de consum per motius meteorològics. En el mercat de futur també es fan servir els pronòstics meteorològics, especialment en els agrícoles, més sensibles a l’oratge.

### Aplicacions militars

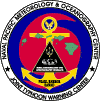
Emblema de JTWC (Centre de vigilància dels tifons)

En molts exèrcits hi ha serveis meteorològics militars amb un aspecte estratègic. Per exemple, ja durant la Segona Guerra Mundial els alemanys van destruir estacions meteorològiques aliades en llocs tan remots com les illes Svalbard de l’Àrtic però de gran importància estratègica. Els pronòstic meteorològics militars actuals proporcionen en temps real informació abans dels vols i en ple vol i informació per la protecció de les instal·lacions militars. Els pronòstics navals informen de les condicions marítimes. Els Estats Units tenen un servei (JTWC) de vigilància de ciclons de l'oceà Pacífic i l’Índic.